# Arhopalus tobirensis
Arhopalus tobirensis är en skalbaggsart som beskrevs av Hayashi 1968. Arhopalus tobirensis ingår i släktet Arhopalus och familjen långhorningar. Inga underarter finns listade.